# آگوست دی وانماکر
آگوست دی وانماکر (انگلیسی: August De Wannemacker؛ زادهٔ ۲۵ دسامبر ۲۰۰۸) بازیکن فوتبال اهل بلژیک است که در حال حاضر برای خنک در پست هافبک بازی می‌کند.
وی همچنین در تیم‌های ملی فوتبال زیر ۱۶ سال و زیر ۱۷ سال بلژیک بازی کرده است.

## دوران باشگاهی
او فوتبال را از سن ۴ سالگی در KSCE ماری‌آکرکه آغاز کرد و چهار فصل در آنجا بازی کرد. سپس برای یک فصل به راسینگ خنت منتقل شد. پس از آن، به مدت چهار فصل به عنوان مهاجم چپ در آکادمی جوانان خنت بازی کرد. او در سال ۲۰۲۲ از خنت به آکادمی جوانان ژنک پیوست و در ژانویه ۲۰۲۴ در سن ۱۵ سالگی اولین قرارداد حرفه‌ای خود را با ژنک امضا کرد. او اولین بازی بزرگسالان خود را با ژونگ ژنک در لیگ چالنج پرو مقابل لومل در ۲۵ اکتبر ۲۰۲۴ انجام داد.

## دوران ملی
او بازیکن جوان تیم‌های ملی فوتبال بلژیک است و در اکتبر ۲۰۲۴ برای زیر ۱۷ سال مقابل تیم زیر ۱۷ سال کوزوو گلزنی کرد. او سپس در فهرست تیم برای مسابقات قهرمانی زیر ۱۷ سال اروپا ۲۰۲۵ قرار گرفت.